# Karlshamns, Sölvesborgs och Ronneby valkrets
Karlshamns, Sölvesborgs och Ronneby valkrets var vid riksdagsvalen till andra kammaren 1884–1908 en egen valkrets med ett mandat. Valkretsen, som omfattade Karlshamns, Sölvesborgs och Ronneby städer men inte den omgivande landsbygden, avskaffades vid övergången till proportionellt valsystem inför andrakammarvalet 1911, då den uppgick i Blekinge läns valkrets.

## Riksdagsmän
- Ernst Meyer, c-h (1885)
- Albert Lilienberg (1886–första riksmötet 1887)
- Ernst Meyer (andra riksmötet 1887)
- Albert Lilienberg (1888–1893)
- Victor Ekenman (1894–1896)
- Ernst Meyer, fr c 1897, Friesen 1899 (1897–1905)
- Frithiof Söderbergh, lib s (1906–1910)
- Oskar Lagerblad, lib s (1911)

## Valresultat

### 1896
| Andrakammarvalet i Sverige 1896: Karlshamns, Sölvesborgs och Ronneby valkrets | Andrakammarvalet i Sverige 1896: Karlshamns, Sölvesborgs och Ronneby valkrets | Andrakammarvalet i Sverige 1896: Karlshamns, Sölvesborgs och Ronneby valkrets | Andrakammarvalet i Sverige 1896: Karlshamns, Sölvesborgs och Ronneby valkrets | Andrakammarvalet i Sverige 1896: Karlshamns, Sölvesborgs och Ronneby valkrets |
| Kandidat                                                                      | Kandidat                                                                      | Röster                                                                        | Röster                                                                        | Röster                                                                        |
| Kandidat                                                                      | Kandidat                                                                      | Antal                                                                         | %                                                                             | +− %                                                                          |
| ----------------------------------------------------------------------------- | ----------------------------------------------------------------------------- | ----------------------------------------------------------------------------- | ----------------------------------------------------------------------------- | ----------------------------------------------------------------------------- |
|                                                                               | Ernst Meyer (fr c)                                                            | 284                                                                           | 62,6                                                                          |                                                                               |
|                                                                               | Oskar Lagerblad (fp)                                                          | 170                                                                           | 37,4                                                                          |                                                                               |
| Antal giltiga röster                                                          | Antal giltiga röster                                                          | 454                                                                           |                                                                               |                                                                               |
| Kasserade röster                                                              | Kasserade röster                                                              | 1                                                                             |                                                                               |                                                                               |
| Totalt                                                                        | Totalt                                                                        | 455                                                                           |                                                                               |                                                                               |

Valdeltagandet var 58,0%.

### 1899
| Andrakammarvalet i Sverige 1899: Karlshamns, Sölvesborgs och Ronneby valkrets | Andrakammarvalet i Sverige 1899: Karlshamns, Sölvesborgs och Ronneby valkrets | Andrakammarvalet i Sverige 1899: Karlshamns, Sölvesborgs och Ronneby valkrets | Andrakammarvalet i Sverige 1899: Karlshamns, Sölvesborgs och Ronneby valkrets | Andrakammarvalet i Sverige 1899: Karlshamns, Sölvesborgs och Ronneby valkrets |
| Kandidat                                                                      | Kandidat                                                                      | Röster                                                                        | Röster                                                                        | Röster                                                                        |
| Kandidat                                                                      | Kandidat                                                                      | Antal                                                                         | %                                                                             | +− %                                                                          |
| ----------------------------------------------------------------------------- | ----------------------------------------------------------------------------- | ----------------------------------------------------------------------------- | ----------------------------------------------------------------------------- | ----------------------------------------------------------------------------- |
|                                                                               | Ernst Meyer                                                                   | 245                                                                           | 65,0                                                                          | ▲2,4                                                                          |
|                                                                               | Oskar Lagerblad                                                               | 83                                                                            | 22,0                                                                          | ▼15,4                                                                         |
|                                                                               | Frithiof Söderbergh                                                           | 44                                                                            | 11,7                                                                          |                                                                               |
|                                                                               | Övriga kandidater                                                             | 5                                                                             | 1,3                                                                           | —                                                                             |
| Antal giltiga röster                                                          | Antal giltiga röster                                                          | 377                                                                           |                                                                               |                                                                               |
| Kasserade röster                                                              | Kasserade röster                                                              | 1                                                                             |                                                                               |                                                                               |
| Totalt                                                                        | Totalt                                                                        | 378                                                                           |                                                                               |                                                                               |

Valet ägde rum den 8 september 1899. Valdeltagandet var 41,6%.

### 1902
| Andrakammarvalet i Sverige 1902: Karlshamns, Sölvesborgs och Ronneby valkrets | Andrakammarvalet i Sverige 1902: Karlshamns, Sölvesborgs och Ronneby valkrets | Andrakammarvalet i Sverige 1902: Karlshamns, Sölvesborgs och Ronneby valkrets | Andrakammarvalet i Sverige 1902: Karlshamns, Sölvesborgs och Ronneby valkrets | Andrakammarvalet i Sverige 1902: Karlshamns, Sölvesborgs och Ronneby valkrets |
| Kandidat                                                                      | Kandidat                                                                      | Röster                                                                        | Röster                                                                        | Röster                                                                        |
| Kandidat                                                                      | Kandidat                                                                      | Antal                                                                         | %                                                                             | +− %                                                                          |
| ----------------------------------------------------------------------------- | ----------------------------------------------------------------------------- | ----------------------------------------------------------------------------- | ----------------------------------------------------------------------------- | ----------------------------------------------------------------------------- |
|                                                                               | Ernst Meyer                                                                   | 357                                                                           | 59,6                                                                          | ▼5,4                                                                          |
|                                                                               | Oskar Lagerblad                                                               | 240                                                                           | 40,1                                                                          | ▲18,1                                                                         |
|                                                                               | Övriga kandidater                                                             | 2                                                                             | 0,3                                                                           | —                                                                             |
| Antal giltiga röster                                                          | Antal giltiga röster                                                          | 599                                                                           |                                                                               |                                                                               |
| Kasserade röster                                                              | Kasserade röster                                                              | 1                                                                             |                                                                               |                                                                               |
| Totalt                                                                        | Totalt                                                                        | 600                                                                           |                                                                               |                                                                               |

Valet ägde rum den 9 september 1902. Valdeltagandet var 47,4%.

### 1905
| Andrakammarvalet i Sverige 1905: Karlshamns, Sölvesborgs och Ronneby valkrets | Andrakammarvalet i Sverige 1905: Karlshamns, Sölvesborgs och Ronneby valkrets | Andrakammarvalet i Sverige 1905: Karlshamns, Sölvesborgs och Ronneby valkrets | Andrakammarvalet i Sverige 1905: Karlshamns, Sölvesborgs och Ronneby valkrets | Andrakammarvalet i Sverige 1905: Karlshamns, Sölvesborgs och Ronneby valkrets |
| Kandidat                                                                      | Kandidat                                                                      | Röster                                                                        | Röster                                                                        | Röster                                                                        |
| Kandidat                                                                      | Kandidat                                                                      | Antal                                                                         | %                                                                             | +− %                                                                          |
| ----------------------------------------------------------------------------- | ----------------------------------------------------------------------------- | ----------------------------------------------------------------------------- | ----------------------------------------------------------------------------- | ----------------------------------------------------------------------------- |
|                                                                               | Frithiof Söderbergh                                                           | 603                                                                           | 67,7                                                                          |                                                                               |
|                                                                               | Ernst Flensburg                                                               | 286                                                                           | 32,1                                                                          |                                                                               |
|                                                                               | Övriga kandidater                                                             | 2                                                                             | 0,2                                                                           | —                                                                             |
| Antal giltiga röster                                                          | Antal giltiga röster                                                          | 891                                                                           |                                                                               |                                                                               |
| Kasserade röster                                                              | Kasserade röster                                                              | 0                                                                             |                                                                               |                                                                               |
| Totalt                                                                        | Totalt                                                                        | 891                                                                           |                                                                               |                                                                               |

Valet ägde rum den 6 september 1905. Valdeltagandet var 64,3%.

### 1908
| Andrakammarvalet i Sverige 1908: Karlshamns, Sölvesborgs och Ronneby valkrets | Andrakammarvalet i Sverige 1908: Karlshamns, Sölvesborgs och Ronneby valkrets | Andrakammarvalet i Sverige 1908: Karlshamns, Sölvesborgs och Ronneby valkrets | Andrakammarvalet i Sverige 1908: Karlshamns, Sölvesborgs och Ronneby valkrets | Andrakammarvalet i Sverige 1908: Karlshamns, Sölvesborgs och Ronneby valkrets |
| Kandidat                                                                      | Kandidat                                                                      | Röster                                                                        | Röster                                                                        | Röster                                                                        |
| Kandidat                                                                      | Kandidat                                                                      | Antal                                                                         | %                                                                             | +− %                                                                          |
| ----------------------------------------------------------------------------- | ----------------------------------------------------------------------------- | ----------------------------------------------------------------------------- | ----------------------------------------------------------------------------- | ----------------------------------------------------------------------------- |
|                                                                               | Frithiof Söderbergh                                                           | 754                                                                           | 75,3                                                                          | ▲7,6                                                                          |
|                                                                               | Emil Olsson (höger)                                                           | 243                                                                           | 24,3                                                                          |                                                                               |
|                                                                               | Övriga kandidater                                                             | 4                                                                             | 0,4                                                                           | —                                                                             |
| Antal giltiga röster                                                          | Antal giltiga röster                                                          | 1 001                                                                         |                                                                               |                                                                               |
| Kasserade röster                                                              | Kasserade röster                                                              | 0                                                                             |                                                                               |                                                                               |
| Totalt                                                                        | Totalt                                                                        | 1 001                                                                         |                                                                               |                                                                               |

Valet ägde rum den 6 september 1908. Valdeltagandet var 58,4%.